# Ernst von Körber
Ernst von Körber (más alakban: Ernst von Korber, Habsburg Birodalom, Trento, 1850. november 6. – 1919. március 5.) osztrák politikus és miniszterelnök volt. Kétszer volt kormányon, 1900. január 19-től 1904. december 27-ig, és 1916. október 31-től 1916. december 13-ig.

## Élete
Körber 1850-ben született az olasz többségű Trentóban, német nemzetiségű családban. Híres iskolákban remek tanároktól tanult. 

### Az első Körber kormány
Körber első miniszterelnöksége alatt rengeteg problémát kellett megoldania, a parlament (Reichsrat) nagyon gyenge és széthúzó volt. Emiatt a rendeletek és reformok elfogadása is hosszú időt vett igénybe. Ennek érdekében létrehozta a sürgősségi rendeletet, amelynek értelmében a császár azonnali intézkedésre legyen képes. A feszültséget fokozta a Monarchia soknemzetűsége, a szlávok és az olaszok nem támogatták a Nemzeti Egyetem felállítását, mert német nyelvű oktatás lett volna, emiatt pedig nagyon nehéz volt intézkedni. 1904-ben visszavonult.

### A második Körber-kormány és halála
Bár 1904-ben miniszterelnökségének lejárta után visszavonult a politikai élettől, 1914-ben visszatért a politikába. Először Bosznia-Herczegovinában közigazgatási irányító feladatot teljesített. 1915 és 1916 között pénzügyminiszterként szolgált, mind az osztrák mind a magyar oldalon. Miniszterelnök-elődjét, Karl von Stürgkh-ot Victor Adler, a szocialista párt vezetőjének fia, Friedrich Adler ölte meg 1916-ban. Ennek hatására I. Ferenc József újra Körbert nevezte ki miniszterelnöknek. Ferenc József halála után azonban már nem volt könnyű ügyeket intézni. Ugyanis tervei, és ötletei rendre megbuktak IV. Károly király ellenében, ugyanis a király a háború befejezésében, míg Körber a megnyerésében reménykedett. Körber intézkedéseit Károly király gyakran vissza is vonta, s az idős miniszterelnöknek lassan betelt a pohár. 3 rövid hónap után újra visszavonult.
1919. március 5-én halt meg Badenben, Bécs közelében.

## Lásd még
- Ausztria kormányfőinek listája
- Ausztria
- Osztrákok